# Phaedyma
Phaedyma es un género de mariposas asiáticas de la familia Nymphalidae distribuidas desde India hasta Nueva Guinea y el archipiélago de Bismarck. Son similares a las especies de Neptis, pero de mayor tamaño.

## Especies
- Phaedyma amphion (Linneo, 1758)
- Phaedyma ampliata (Butler, 1882)
- Phaedyma aspasia  (Sanguijuela, 1890)
- Phaedyma chinga Eliot, 1969
- Phaedyma columella  (Cramer, [1780])
- Phaedyma daria  C. & R. Felder, [1867]
- Phaedyma fissizonata (Butler, 1882)
- Phaedyma heliopolis C. & R. Felder, [1867]
- Phaedyma mimetica (Grose-Smith, 1895)
- Phaedyma shepherdi (Moore, 1858)